# Reinaldo Arenas
Reinaldo Arenas (16. července 1943 Holguín, Kuba – 7. prosince 1990 New York, USA) byl kubánský básník, prozaik a dramatik.

## Život
Arenas se narodil na venkově, v severní části kubánské provincie Oriente. Později se přestěhoval do města Holguín. V roce 1963 se přestěhoval do Havany a zapsal do školy Planification a později na Filosofické fakultě na Universidad de La Habana, kde studoval filozofii a literaturu. Následující rok začal pracovat v Národní knihovně. Získal ocenění Villaverde Cirilo od UNEAC (Národní unie kubánských spisovatelů a umělců). Jeho Halucinace získal "první Čestné uznání" v roce 1966. Pro své spisy a otevřeně homosexuální styl života se dosta do konfliktu s představiteli komunistické vlády. Opustil národní knihovnu a byl redaktorem ústavu kubánské knihy roku 1968. Od roku 1968 do roku 1974 byl novinář a redaktor literárního časopisu La Gaceta de Cuba.
V roce 1973 byl poslán do vězení poté, co byl obviněn a odsouzen za "ideologické odchylky a pro publikování v zahraničí bez oficiálního souhlasu". Těsně po zatčení se pokusil o útěk, chtěl opustit Kubu a odplout od břehu na duši z automobilové pneumatiky. Pokus se nezdařil a on byl po několika týdnech zadržen v Leninově parku a uvězněn v nechvalně známé věznici a bývalé španělské koloniální pevnosti Castillo del Morro spolu s vrahy a násilníky. Ve vězení občas získával cigarety, sloužící zde jako platidlo, tím, že pomáhal některým vězňům psát dopisy pro milenky a manželky. Podařilo se mu tímto způsobem shromáždit dost papíru a pokračovat v psaní. Nicméně pokus o pašování textů z vězení byl odhalen a on byl potrestán. Bylo mu vyhrožováno smrtí, byl nucený vzdát své práce, propuštěn byl v roce 1976. V roce 1980, jako součást „exodu z přístavu Mariel“, emigroval do Spojených států.
V USA onemocněl nemocí AIDS a v roce 1990 spáchal sebevraždu. V dopise na rozloučenou napsal svým přátelům, že si bere život "s ohledem na svůj povážlivý zdravotní stav a strašnou citovou deprivaci způsobenou vědomím, že už nemohu dál psát a bojovat za svobodu Kuby".

## Významná díla
- El mundo alucinante (1966) ISBN 978-84-8310-775-1 , OCLC 421023,  ISBN 978-0-14-200019-9
- Cantando en el pozo (1982) (původně publikoval jako Celestino Antes del Alba (1967)), ISBN 978-0-14-009444-2
- El palacio de las blanquísimas mofetas (1982), ISBN 978-0-14-009792-4
- Otra vez el mar (1982), ISBN 978-0-14-006636-4
- El color del verano (1982), ISBN 978-0-14-015719-2
- El asalto (1990), ISBN 978-0-14-015718-5
- El portero (1987), ISBN 978-0-8021-3405-9
- Antes que anochezca (1992), ISBN 978-0-14-015765-9
- Mona y otros cuentos (2001) ISBN 978-0-375-72730-6
- Con los ojos cerrados (1972)
- La vieja Rosa (1980), ISBN 978-0-8021-3406-6
- El central (1981), ISBN 978-0-380-86934-3
- Termina el desfile (1981)
- Arturo, la estrella más brillante (1984)
- Persecución: cinco piezas de teatro experimental (1986)
- Necesidad de libertad (1986)
- La loma del ángel (1987), ISBN 978-0-380-75075-7
- Voluntad de vivir manifestándose (1989), ISBN 978-987-9396-55-1
- Viaje a La Habana (1990), ISBN 978-0-89729-544-4
- Final de un cuento (El Fantasma de la Glorieta) (1991), ISBN 978-84-86842-38-3
- Adiós, mamá (1996), ISBN 978-0-89729-791-2

### České překlady
- Barva léta (El color del verano, česky 2024 v nakladatelství Argo v překladu Jiřího Holuba, ISBN 978-80-257-4476-5)
- Než se setmí – autobiografie (Antes que anochezca, 1992, česky 1994 v překladu Anežky Charvátové, ISBN 80-202-0480-6)
- Vrátný (El portero, 1987, česky 2006 v překladu Anežky Charvátové, ISBN 80-86955-51-6)[1]

### Romány
- 1967: Celestino antes del alba
- 1969: El mundo alucinante
- 1980: El palacio de las blanquísimas mofetas
- 1980: La vieja Rosa
- 1982: Otra vez el mar
- 1984: Arturo, la estrella más brillante
- 1987: La loma del ángel
- 1988: El asalto
- 1989: El portero
- 1990: Viaje a La Habana
- 1991: El color del verano

### Povídky
- 1972: Con los ojos cerrados
- 1981: Termina el desfile